# Gilbués (kommun)
Gilbués är en kommun i Brasilien.   Den ligger i delstaten Piauí, i den östra delen av landet, 700 km norr om huvudstaden Brasília. Antalet invånare är 10 393.
Följande samhällen finns i Gilbués:
- Gilbués

Omgivningarna runt Gilbués är huvudsakligen savann. Runt Gilbués är det mycket glesbefolkat, med 3 invånare per kvadratkilometer.